# Список Народных героев Югославии

В настоящем списке дан перечень страниц со списками людей, городов и организаций, награждённых Орденом Народного героя Югославии.
| Название списка                                 | Количество награждённых | Из них посмертно |
| ----------------------------------------------- | ----------------------- | ---------------- |
| Список Героев, фамилии которых начинаются с «А» | 25                      | 13               |
| Список Героев, фамилии которых начинаются с «Б» | 147                     | 99               |
| Список Героев, фамилии которых начинаются с «В» | 77                      | 57               |
| Список Героев, фамилии которых начинаются с «Г» | 36                      | 26               |
| Список Героев, фамилии которых начинаются с «Д» | 97                      | 70               |
| Список Героев, фамилии которых начинаются с «Е» | 11                      | 7                |
| Список Героев, фамилии которых начинаются с «Ж» | 12                      | 10               |
| Список Героев, фамилии которых начинаются с «З» | 21                      | 14               |
| Список Героев, фамилии которых начинаются с «И» | 15                      | 10               |
| Список Героев, фамилии которых начинаются с «Й» | 34                      | 23               |
| Список Героев, фамилии которых начинаются с «К» | 118                     | 80               |
| Список Героев, фамилии которых начинаются с «Л» | 42                      | 28               |
| Список Героев, фамилии которых начинаются с «М» | 170                     | 125              |
| Список Героев, фамилии которых начинаются с «Н» | 26                      | 11               |
| Список Героев, фамилии которых начинаются с «О» | 24                      | 17               |
| Список Героев, фамилии которых начинаются с «П» | 110                     | 76               |
| Список Героев, фамилии которых начинаются с «Р» | 71                      | 45               |
| Список Героев, фамилии которых начинаются с «С» | 79                      | 57 или 58        |
| Список Героев, фамилии которых начинаются с «Т» | 40                      | 31               |
| Список Героев, фамилии которых начинаются с «У» | 9                       | 5                |
| Список Героев, фамилии которых начинаются с «Ф» | 9                       | 5                |
| Список Героев, фамилии которых начинаются с «Х» | 21                      | 10               |
| Список Героев, фамилии которых начинаются с «Ц» | 11                      | 5                |
| Список Героев, фамилии которых начинаются с «Ч» | 33                      | 28               |
| Список Героев, фамилии которых начинаются с «Ш» | 52                      | 24               |
| Список Героев, фамилии которых начинаются с «Э» | 8                       | 6                |
| Список Героев, фамилии которых начинаются с «Ю» | 4                       | 3                |
| Список Героев, фамилии которых начинаются с «Я» | 23                      | 15               |
| Иностранные граждане                            | 22                      | 2                |
| Города и организации                            | 8+4                     |                  |
| Список военных единиц, награждённых орденом     | 32                      |                  |